# Limnoria quadripunctata
Limnoria quadripunctata là một loài chân đều trong họ Limnoriidae. Loài này được Holthuis miêu tả khoa học năm 1949.

## Hình ảnh

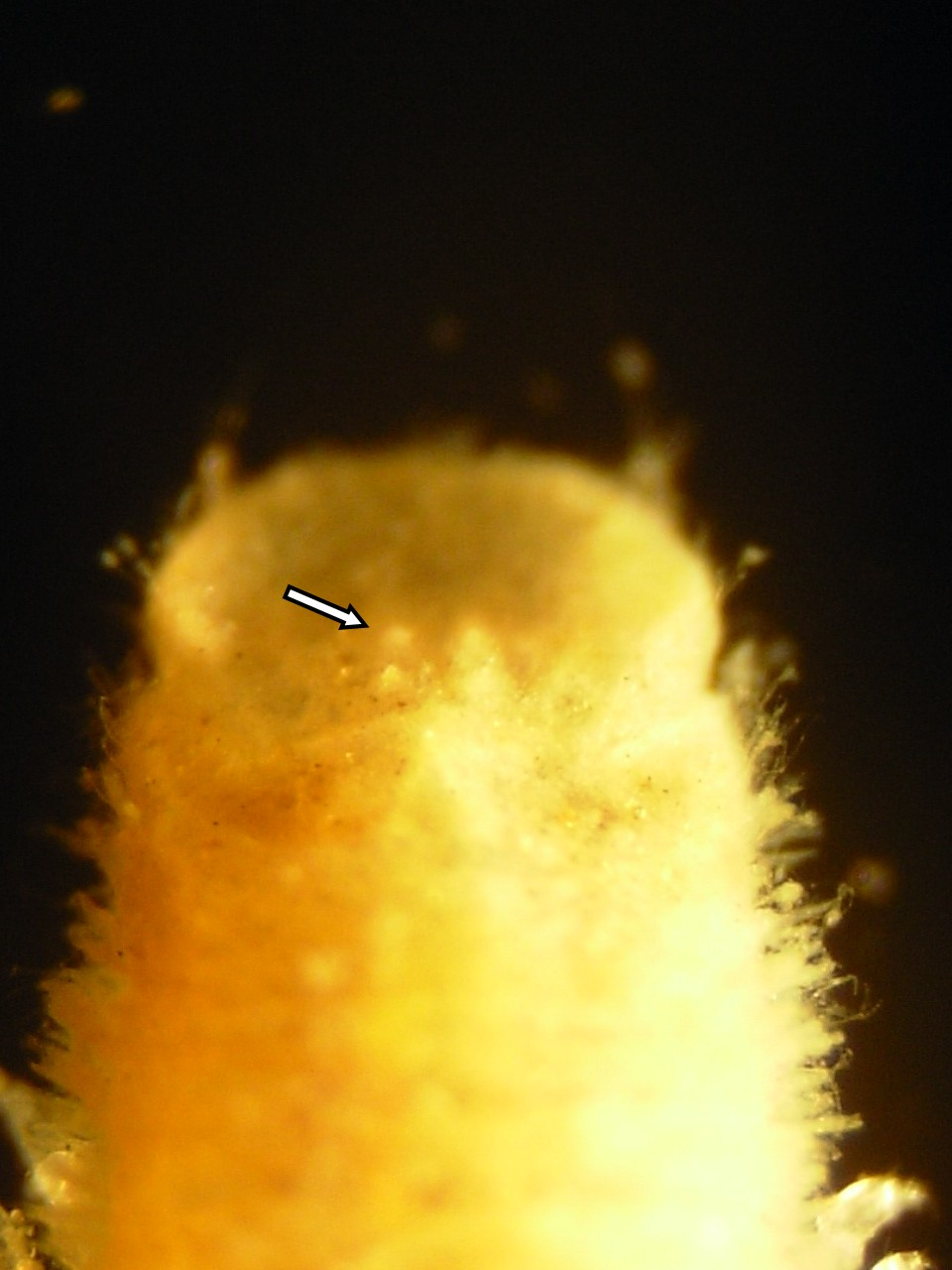
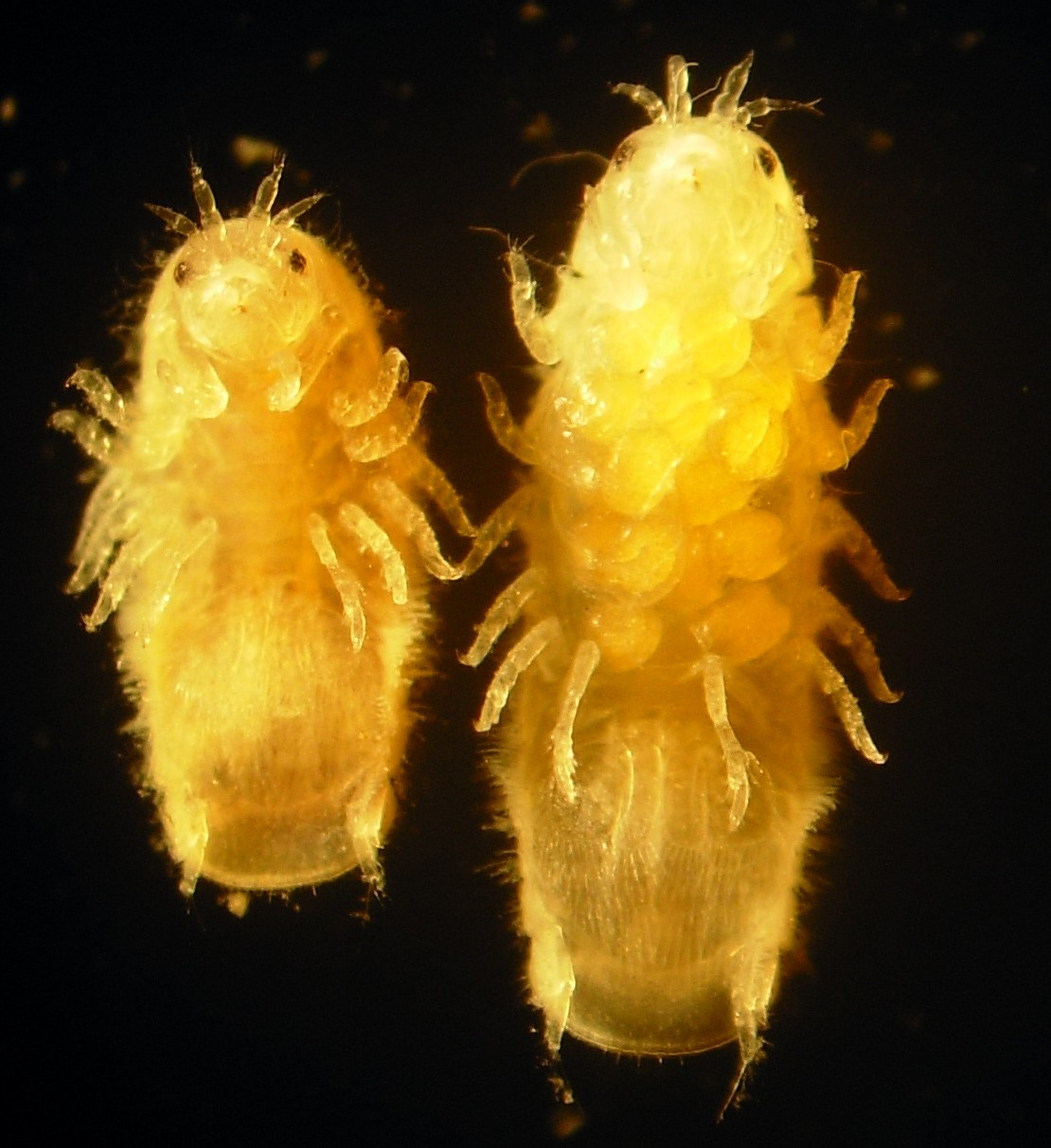
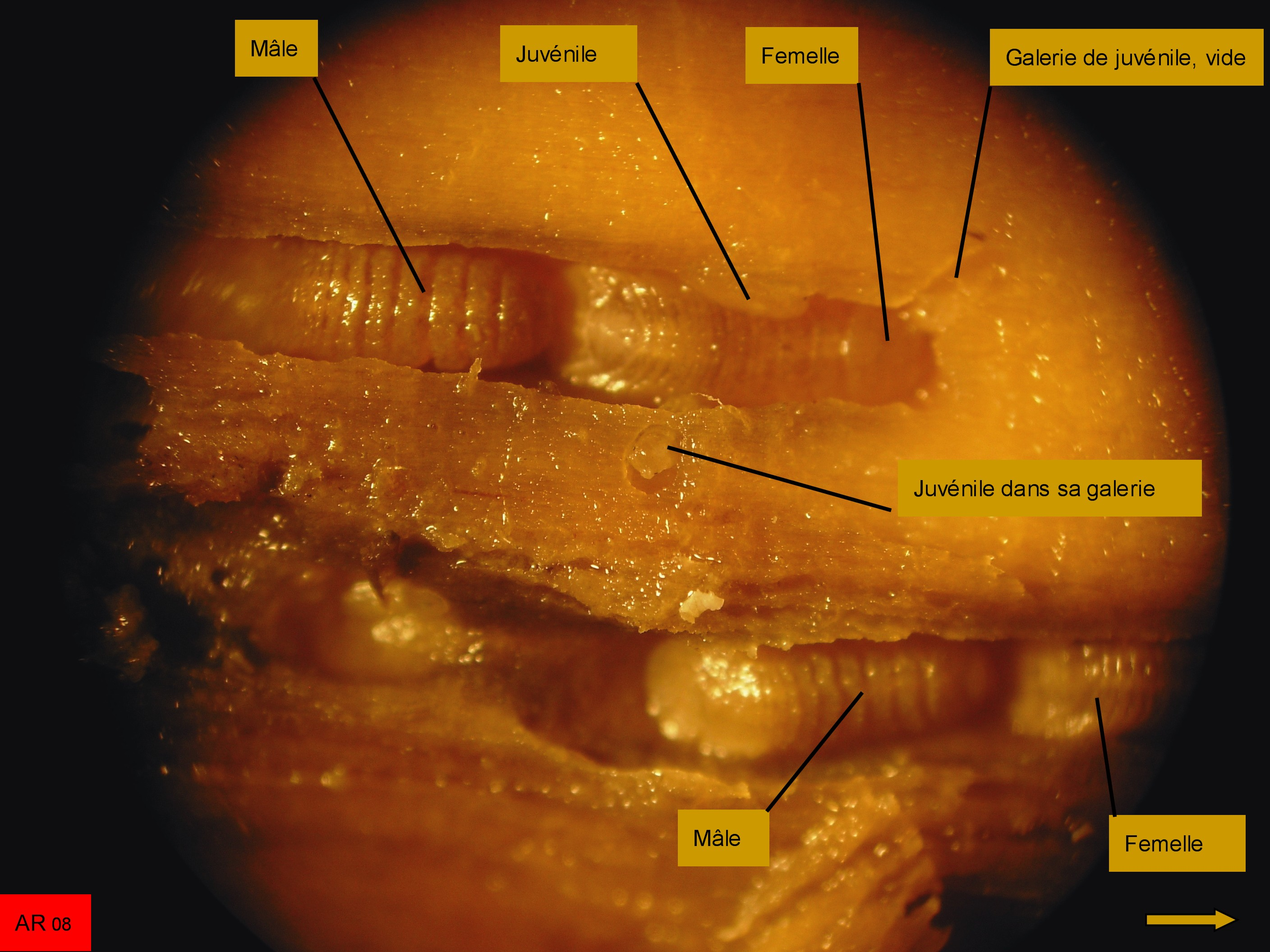